# Aculops
Aculops  (лат.) — род микроскопических четырёхногих клещей из семейства Eriophyidae (Trombidiformes). 
Длина около 0,2 мм. Червеобразное тело с 4 ногами. Дорсальный диск с передней долей. Все абдоминальные сеты стандартной формы. Тазики с обычными 3 парами сетовидных выступов. Ржавый четырёхногий клещ (Aculops pelekassi) повреждает плоды и листья цитрусовых.

## Систематика
Более 100 видов. 
- Aculops acericola (Nalepa, 1894)
- Aculops aceris (Nalepa, 1894)
- Aculops acriseta (Rack, 1958)
- Aculops albensis  Manson, 1984
- Aculops allotrichus  (Nalepa, 1894)
- Aculops anulatus  (Rack, 1958)
- Aculops arianus  (Nalepa, 1893)
- Aculops ballotae  (Farkas, 1963)
- Aculops beeveri  Manson & Gerson, 1986
- Aculops benakii  (Hatzinikolis, 1969)
- Aculops berochensis  Keifer & Delley, 1971
- Aculops cannabicolus  (Farkas, 1960)
- Aculops centaureae  (Farkas, 1960)
- Aculops clinopodii  (Liro, 1941)
- Aculops coutierei  (Cotte, 1912)
- Aculops crataegumplicans  (Cotte, 1910)
- Aculops cuneatus (Roivainen, 1953)
- Aculops cytisicolus  (Canestrini, 1892)
- Aculops euphorbiae  (Petanovic, 1991)
- Aculops eximius  (Liro, 1941)
- Aculops floegeli  (Schleicher, 1939)
- Aculops gaultheriae  (Lamb, 1953)
- Aculops glabriflorae  (Petanovic & de Lillo, 1992)
- Aculops gleditsiae  (Keifer, 1959)
- Aculops granulatus  (Szulc, 1966)
- Aculops haloragis  (Lamb, 1953)
- Aculops hamatus  (Liro, 1942)
- Aculops hellenicus  de Lillo, 1994
- Aculops hilli  Manson, 1989
- Aculops knowltoni  (Keifer, 1964)
- Aculops kostai  Petanovic, 1987
- Aculops lapponicus (Roivainen, 1950)
- Aculops lathyri (Nalepa, 1917)
- Aculops lepidii (Roivainen, 1953)
- Aculops lycopersici (Tryon, 1917) (?Massee 1937)
- Ржавый четырёхногий клещ (Aculops pelekassi (Keifer, 1959))
- Aculops pittospori Manson 1984
- Aculops serrati Manson, 1984
- Aculops wahlenbergiae Manson, 1984
- Другие виды[4]